# Pytyrym (Starynskyj)
Pytyrym (světským jménem: Mykola Petrovyč Starynskyj; * 6. března 1944, Červoni Jary) je ukrajinský duchovní Ukrajinské pravoslavné církve a metropolita mykolajivský a očakivský.

## Život
Narodil se 6. března 1944 ve vesnici Červoni Jary Kyjevské oblasti.
Navštěvoval střední školu ve vesnici Rozkišna. Poté navštěvoval průmyslovou školu.
Roku 1964 nastoupil na Moskevský duchovní seminář, který dokončil roku 1968. Poté pokračoval ve studiu na Moskevské duchovní akademii.
Dne 30. března 1969 byl v Trojicko-sergijevské lávře postřižen na monacha se jménem Pytyrym. Stejného roku byl rukopoložen na hierodiakona.
Roku 1972 přešel do Počajivské lávry a roku 1974 byl rukopoložen na jeromonacha.
Roku 1983 byl zatčen, obviněn z protisovětské činnosti a odsouzen k šesti letům vězení.
Roku 1986 byl na žádost metropolity lvovského a ternopilského Nykodyma (Rusnaka) předčasně propuštěn. Byl povýšen na archimandritu a jmenován blagočinným lávry.
Dne 23. února 1992 byl jmenován představeným Kyjevskopečerské lávry.
Dne 26. srpna 1992 byl rukopoložen na biskupa chmelnyckého a podolskokameneckého.
Dne 22. června 1993 byl převeden na mykolajivskou katedru.
Dne 23. listopadu 2000 byl povýšen na arcibiskupa a 27. července 2009 na metropolitu.